# Фібономіальний коефіцієнт
У математиці фібономіальні коефіцієнти або біноміальні коефіцієнти Фібоначчі визначаються як
{\displaystyle {\binom {n}{k}}_{F}={\frac {F_{n}F_{n-1}\cdots F_{n-k+1}}{F_{k}F_{k-1}\cdots F_{1}}}={\frac {n!_{F}}{k!_{F}(n-k)!_{F}}}},
де {\displaystyle n} і {\displaystyle k} — це невід'ємні цілі числа, {\displaystyle 0\leq k\leq n}, {\displaystyle F_{j}} — {\displaystyle j}-е число Фібоначчі, а {\displaystyle n!_{F}} — факторіал Фібоначчі числа {\displaystyle n}, тобто
{\displaystyle {n!}_{F}:=\prod _{i=1}^{n}F_{i},}
де {\displaystyle 0!_{F}} — порожній добуток, що дорівнює 1.

## Частинні значення
Фібономіальні коефіцієнти — це натуральні числа. Деякі частинні значення:
{\displaystyle {\binom {n}{0}}_{F}={\binom {n}{n}}_{F}=1},
{\displaystyle {\binom {n}{1}}_{F}={\binom {n}{n-1}}_{F}=F_{n}},
{\displaystyle {\binom {n}{2}}_{F}={\binom {n}{n-2}}_{F}={\frac {F_{n}F_{n-1}}{F_{2}F_{1}}}=F_{n}F_{n-1},}
{\displaystyle {\binom {n}{3}}_{F}={\binom {n}{n-3}}_{F}={\frac {F_{n}F_{n-1}F_{n-2}}{F_{3}F_{2}F_{1}}}=F_{n}F_{n-1}F_{n-2}/2,}
{\displaystyle {\binom {n}{k}}_{F}={\binom {n}{n-k}}_{F}.}

## Фібономіальний трикутник
Фібономіальні коефіцієнти (послідовність A010048 з Онлайн енциклопедії послідовностей цілих чисел, OEIS) подібні до біномінальних коефіцієнтів і їх можна представити у вигляді трикутника, що подібний трикутнику Паскаля.
Ось перші рядки:
| {\displaystyle n=0} |  |   |   |    |    |     |     |     | 1   | 1   |     |     |     |    |    |   |   |
| {\displaystyle n=1} |  |   |   |    |    |     |     | 1   | 1   | 1   | 1   |     |     |    |    |   |   |
| {\displaystyle n=2} |  |   |   |    |    |     | 1   | 1   | 1   | 1   | 1   | 1   |     |    |    |   |   |
| {\displaystyle n=3} |  |   |   |    |    | 1   | 1   | 2   | 2   | 2   | 2   | 1   | 1   |    |    |   |   |
| {\displaystyle n=4} |  |   |   |    | 1  | 1   | 3   | 3   | 6   | 6   | 3   | 3   | 1   | 1  |    |   |   |
| {\displaystyle n=5} |  |   |   | 1  | 1  | 5   | 5   | 15  | 15  | 15  | 15  | 5   | 5   | 1  | 1  |   |   |
| {\displaystyle n=6} |  |   | 1 | 1  | 8  | 8   | 40  | 40  | 60  | 60  | 40  | 40  | 8   | 8  | 1  | 1 |   |
| {\displaystyle n=7} |  | 1 | 1 | 13 | 13 | 104 | 104 | 260 | 260 | 260 | 260 | 104 | 104 | 13 | 13 | 1 | 1 |

З рекурентного співвідношення
{\displaystyle {\binom {n}{k}}_{F}=F_{n-k+1}{\binom {n-1}{k-1}}_{F}+F_{k-1}{\binom {n-1}{k}}_{F}}
випливає, що фібономіальні коефіцієнти завжди натуральні числа.
Фібономіальні коефіцієнти можна представити у термінах біноміальних коефіцієнтів Гауса та числа золотого перетину {\displaystyle \varphi ={\frac {1+{\sqrt {5}}}{2}}}:
{\displaystyle {\binom {n}{k}}_{F}=\varphi ^{k\,(n-k)}{\binom {n}{k}}_{-1/\varphi ^{2}}}.

## Застосування
Дов Джарден довів, що фібономіальні коефіцієнти з'являються як коефіцієнти рівняння, що містять степені послідовних чисел Фібоначчі, а саме Джерден довів, що будь-яка узагальнена послідовність Фібоначчі {\displaystyle G_{n}}, тобто послідовність, яка визначається рекурентним співвідношенням {\displaystyle G_{n}=G_{n-1}+G_{n-2}} для кожного {\displaystyle n}, задовольняє рівняння
{\displaystyle \sum _{j=0}^{k+1}(-1)^{j(j+1)/2}{\binom {k+1}{j}}_{F}G_{n-j}^{k}=0,}
для кожного цілого числа {\displaystyle n}, і для кожного невід'ємного цілого числа {\displaystyle k}.